# Helichrysum orbiculare
Helichrysum orbiculare é uma espécie de planta com flor pertencente à família Asteraceae. 
A autoridade científica da espécie é (Thunb.) Druce, tendo sido publicada em Rep. Bot. Exch. Cl. Brit. Isles 1916, 626 (1917).

## Portugal
Trata-se de uma espécie presente no território português, nomeadamente no Arquipélago dos Açores.
Em termos de naturalidade é introduzida na região atrás indicada.

## Protecção
Não se encontra protegida por legislação portuguesa ou da Comunidade Europeia.